# Franklin Chacón
Franklin Raul Chacón Colmenares (Táchira, 12 de fevereiro de 1979) é um ex ciclista profissional venezuelano. Competiu entre os anos 2000 e 2013.

## Palmarés
2000
1º e 5ª etapa Volta ao Táchira
2002
1º e 1ª etapa Volta a Bramón
1º e 1ª etapa Volta ao Táchira
1º e Campeonato da Venezuela de Ciclismo Contrarrelógio
2005
1º e 3ª etapa Volta a Aragua
1º e 3ª etapa da Volta a Venezuela
2006
1º e 3ª etapa Volta ao Táchira, Valera
2007
1º e 1ª etapa Volta a Yaracuy, San Felipe
1º e Classificação Geral Final Volta  a Yaracuy
1º em Jogos do Alba, Estrada, Contrarrelógio Individual
1º e 3ª etapa Volta a Portuguesa, Guanarito
2008
1º e Classificação Geral Final Volta a Yacambu-Lara
1º e 1ª etapa Clássico Virgen da Consolación de Táriba
1º e 4ª etapa Volta a Venezuela Guanarey
1º e 1ª etapa Volta a Guatemala, Zacapa
1º e 2ª etapa Volta a Guatemala
1º e 12ª etapa Volta a Guatemala
2011
1º em Clássica Navideña

## Equipas
- 2001  Kino Táchira
- 2006  Gobernación del Zulia - Alcaldía de  Cabimas
- 2008  Gobernación del Zulia
- 2008  Café Quetzal - Sello Verde
- 2009  Gobernación del Zulia
- 2010  Gobernación del Zulia
- 2012  Gobernación del Zulia
- 2013  Gobernación del Zulia